# Kinnekulle
Kinnekulle est une colline du Västergötland, à l'ouest de la Suède. Il s'agit d'une des quelques collines-plateaux de la province, témoins de l'ancien plateau sédimentaire qui recouvrait la région autrefois. Les collines restantes doivent leur préservation à des dykes de diabase qui ont localement protégé les sédiments et leur ont permis de résister à l'érosion. Kinnekulle a donc une géologie unique par rapport au reste de la Suède, ce qui explique aussi la richesse et la variété des écosystèmes que l'on y trouve, avec des alvars, des forêts de feuillus, des forêts de conifères et des prairies.
La région est peuplée depuis la fin de l'âge glaciaire, et de nombreux vestiges archéologiques en témoignent, en particulier des gravures rupestres. La colline est utilisée pour l'agriculture et l'élevage, tandis que sur son versant ouest, sur les rives du grand lac Vänern, les riches propriétaires construisent des manoirs. Les roches particulières du site sont exploitées, tout d'abord pour la construction des églises locales lors de la christianisation de la région, mais ensuite à une échelle industrielle au XIXe siècle, en particulier pour la production de ciment. De nos jours, il ne reste qu'une carrière, mais cet héritage historique est toujours bien visible. Le tourisme s'est aussi développé, et la nature unique est protégée par plusieurs aires protégées et reconnue internationalement comme réserve de biosphère.

## Toponymie
Le nom Kinnekulle signifie tout simplement la « colline (kulle) de Kinne », étant située dans le härad (une subdivision historique) de Kinne. Le nom Kinne vient probablement de kind désignant la famille ou le peuple, mais il est aussi possible qu'il provienne de kinn signifiant la pente, précisément en référence à la colline.
La colline a donné son nom à Kinnefjellet, une montagne de Svalbard.

## Géographie

### Situation, topographie
Kinnekulle est située dans la province de Västergötland, dans la commune de Götene du comté de Västra Götaland, à l'ouest de la Suède. Elle est de forme allongée, s'étirant sur environ 14 km selon un axe nord-nord-est/sud-sud-ouest et 7 km de large. Son versant nord-est chute directement dans le lac Vänern tandis que son versant oriental domine les plaines de la dépression centrale suédoise. Le point culminant est Högkullen, dans la partie nord, avec une altitude de 306 m (pour comparaison, le Vänern a une altitude de 44 m). Au nord, adossée à la colline, se trouve la localité d'Hällekis, tandis que Götene se situe dans les plaines à l'est.

### Géologie et paléontologie

Carte des différentes couches géologiques de la colline.

Kinnekulle est l'une des quelques collines à sommets plats (platåberg) situées au nord du Västergötland, souvent regroupées sous l'appellation de Västgötabergen. Ces collines sont parmi les derniers vestiges des vastes couches sédimentaires qui recouvraient jadis le socle gneissique. Ces couches se sont déposées alors que la région était sous la mer, il y a entre 520 et 400 Ma. Du bas en haut, on trouve une couche de grès, puis de schistes d'alun, de calcaires et de shales. Enfin, au sommet se situe un dyke de diabase, appelé Trapp, daté d'il y a 280 Ma, qui est peut-être associé à l'ouverture du rift d'Oslo. Cette diabase est une roche plus dure que les terrains sédimentaires qu'il recouvre, et ceci explique l'existence de ces collines : en effet, alors que le reste des vastes terrains sédimentaires ont complètement disparus sous l'effet de l'érosion, les dykes de diabase ont protégé les sédiments des Västgötabergen et leur ont permis de résister jusqu'à aujourd'hui.
Kinnekulle est un Lagerstätte, c'est-à-dire que ses sédiments comprennent une grande richesse en termes de fossiles qui en font un des sites d'étude les plus importants à l'échelle mondiale. Ces fossiles, surtout des arthropodes datent du cambrien et sont situés principalement dans des nodules de calcaires au sein des schistes d'alun.
Outre les animaux, de nombreuses météorites fossiles ont été trouvées dans ces couches sédimentaires, en particulier dans la carrière de Thorsberg, qui constitue l'une des plus importantes densités de météorites au monde. Une de ces météorites, appelée Österplana 065, datant de l'ordovicien, est unique dans sa composition et pourrait être la première découverte d'un type de météorites "éteint", c'est-à-dire qui ne tombe plus sur Terre à notre époque.

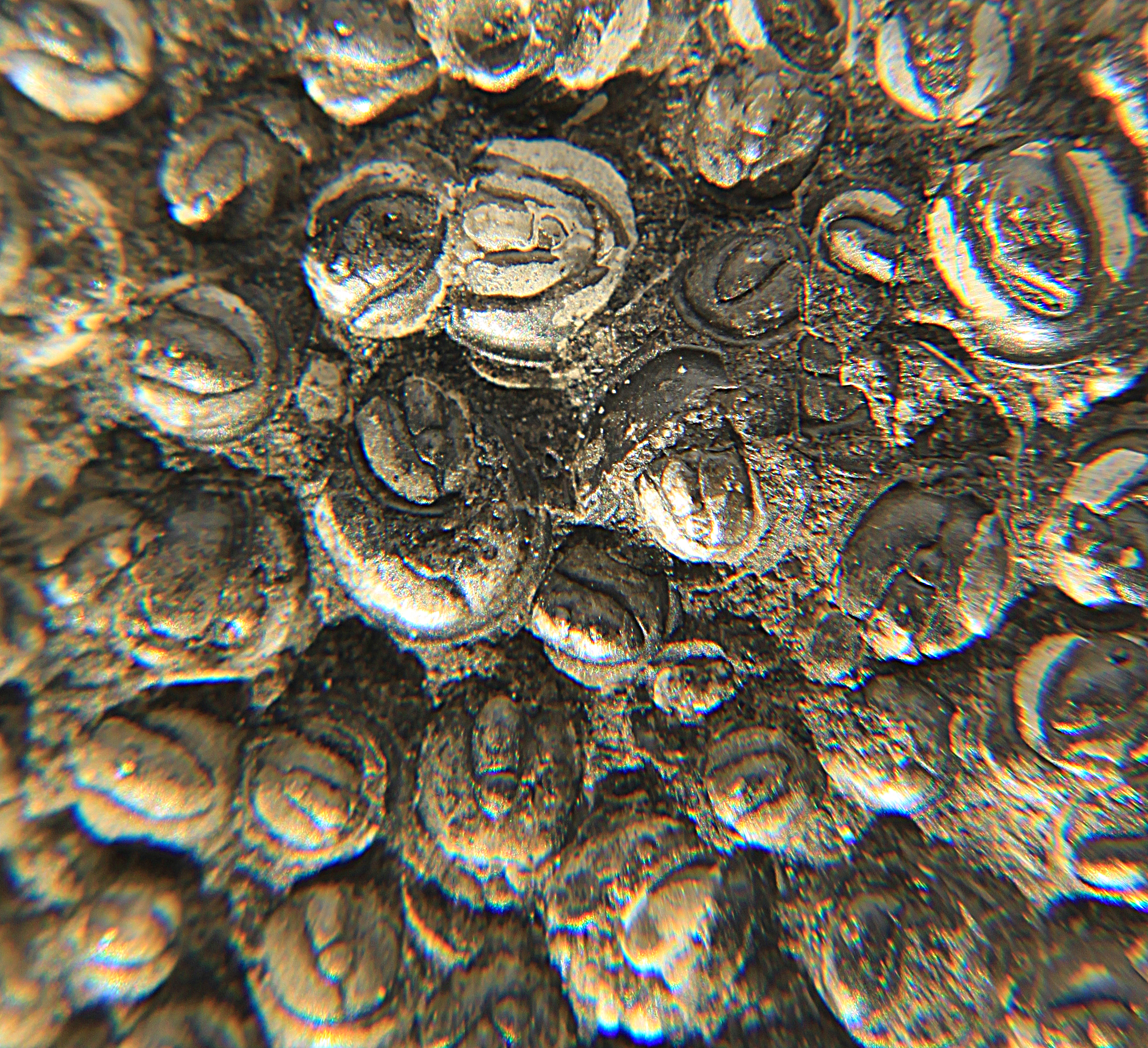
Des trilobites Agnostus pisiformis dans une roche de Kinnekulle.
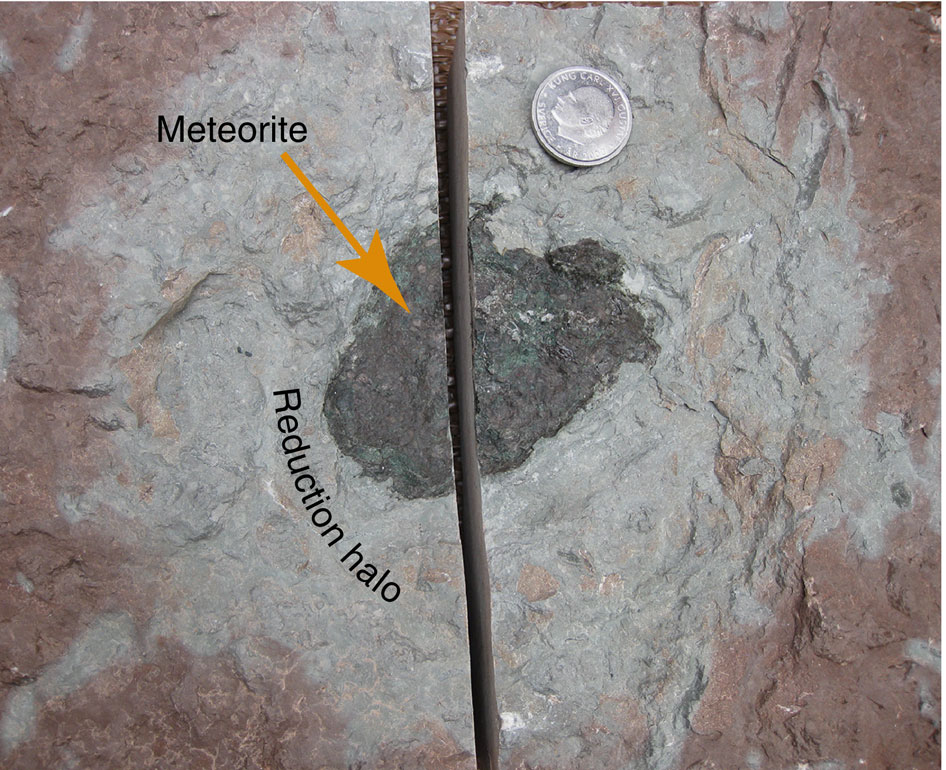
La météorite fossile Österplana 065.

### Climat
La région jouit d'un climat continental humide (Dfb selon la classification de Köppen) fortement influencé par les masses d'eau des grands lacs (Vänern et Vättern).
| Mois                              | jan. | fév. | mars | avril | mai  | juin | jui. | août | sep. | oct. | nov. | déc. | année |
| --------------------------------- | ---- | ---- | ---- | ----- | ---- | ---- | ---- | ---- | ---- | ---- | ---- | ---- | ----- |
| Température minimale moyenne (°C) | −6,9 | −6,9 | −4,4 | −0,1  | 4,9  | 9    | 11,6 | 10,5 | 7,1  | 3,1  | −1,3 | −5,1 | 1,8   |
| Température moyenne (°C)          | −3,9 | −3,5 | −0,3 | 4,6   | 10,3 | 14,3 | 16,6 | 15,4 | 11,2 | 6,3  | 1,3  | −2,3 | 5,9   |
| Température maximale moyenne (°C) | −1,1 | −0,1 | 3,8  | 9,3   | 15,9 | 19,8 | 21,7 | 20,3 | 15,5 | 9,7  | 4    | 0,6  | 10    |
| Précipitations (mm)               | 39,5 | 26,4 | 27   | 32,2  | 40,1 | 56,8 | 77,1 | 77,4 | 62,7 | 57,4 | 48,9 | 40,9 | 596,4 |

### Milieux naturels
Du fait de la géologie très particulière de la colline, avec ses couches sédimentaires variées, en particulier en comparaison avec le reste de la Suède, la nature de Kinnekulle est l'une des plus riches et variées du pays. Cette nature est fortement influencée par les activités humaines du passé et du présent, en particulier la pâture qui maintient les prairies ouvertes.
Une grande partie de la colline est constituée de terrains calcaires. À l'est de la colline, en particulier dans la réserve naturelle d'Österplana hed och vall, ces terrains calcaires forment des alvars. C'est un milieu difficile pour les plantes du fait de la maigre couche de sol, mais il supporte une diversité importante et est très rare à l'échelle mondiale. Dans les sections humides de l'alvar, on trouve une grande variété d'orchidées. Ailleurs sur la colline, le terrain est plus riche, avec des prairies et des forêts de feuillus, souvent sur d'anciennes prairies.  Parmi les arbres notables, il faut citer de nombreux vieux chêne pédonculés, qui forment un milieu très riche. On trouve aussi des forêts de conifères, issues des plantations de la sylviculture, mais certaines sont maintenant protégées, en particulier les forêts d'épicéas communs sur les terrains calcaires, qui sont une combinaison unique et comptent un grand nombre d'espèces rares de champignons. Sur les grès près du Vänern se trouvent de nombreux vieux pins sylvestres dont les branches sont appréciées par les rapaces pour construire leur nid. Enfin, de nombreuses zones sont cultivées.

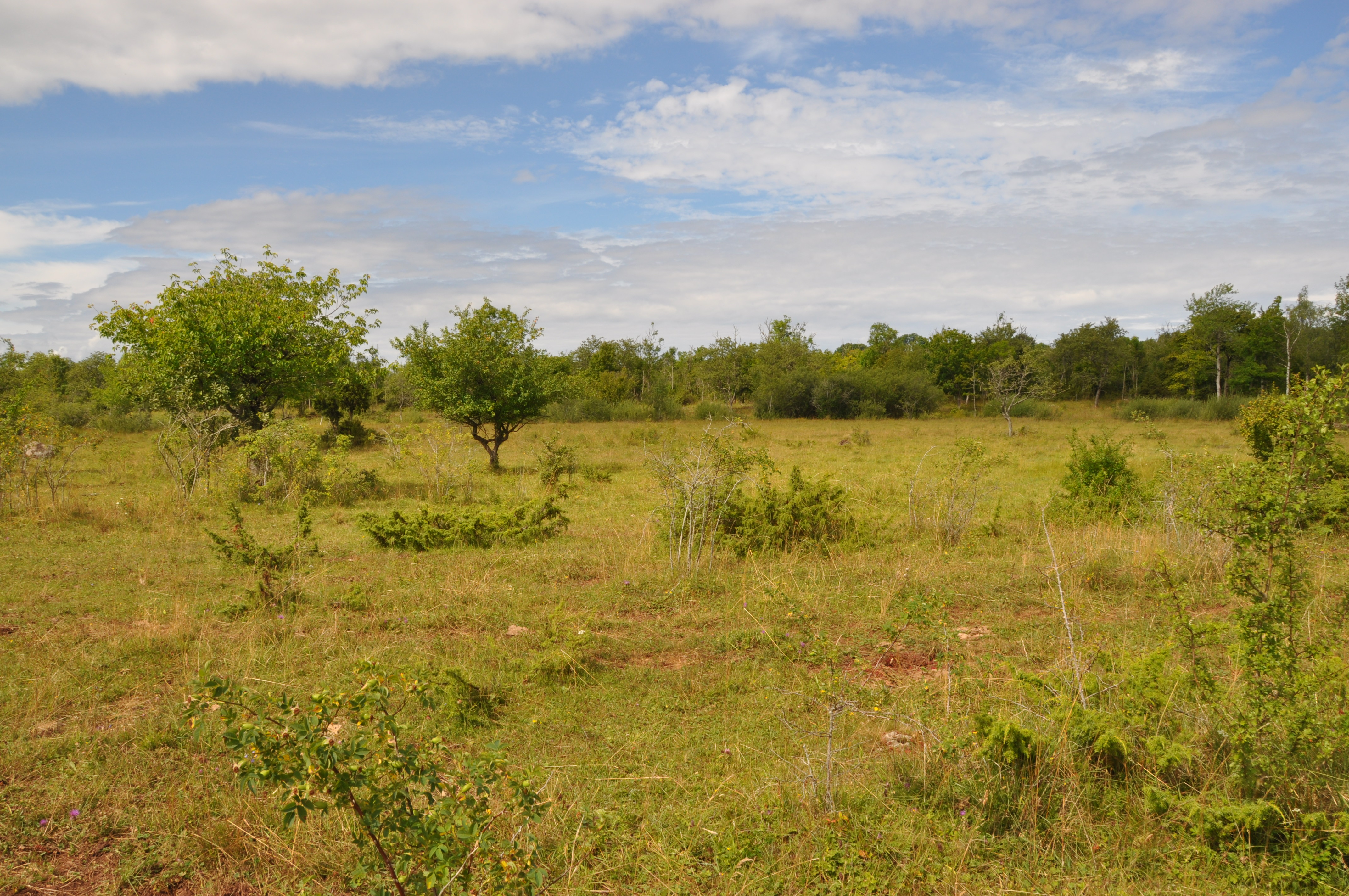
Alvar dans la réserve naturelle d'Österplana hed och vall.
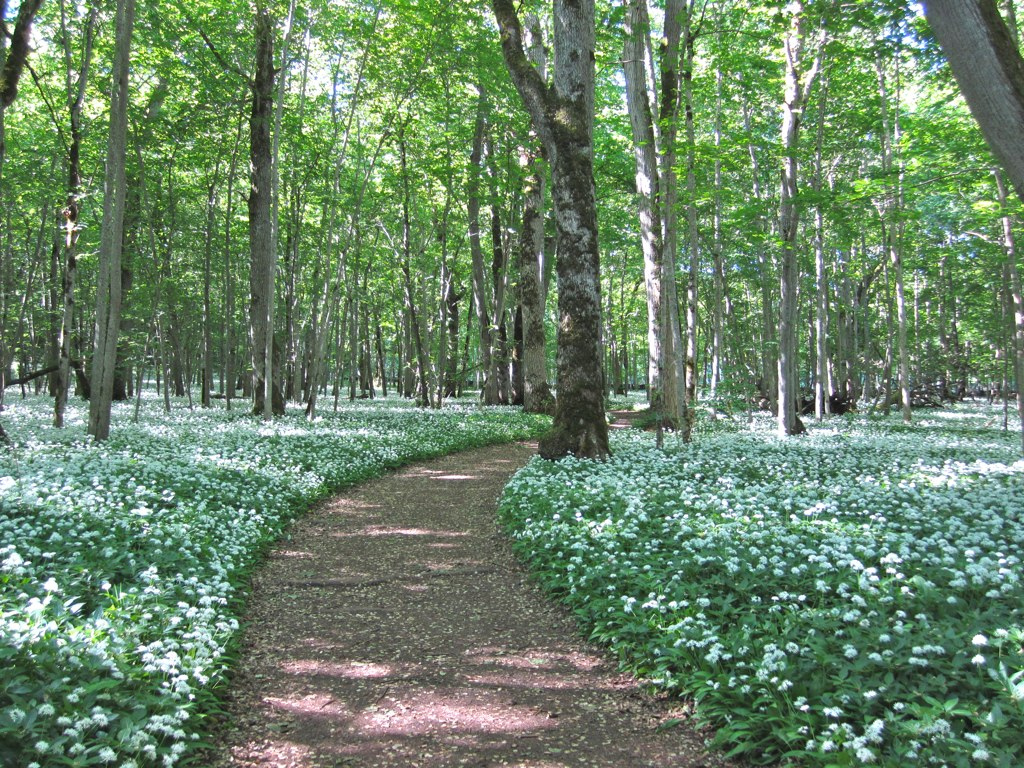
Forêt avec un tapis d'ail des ours.
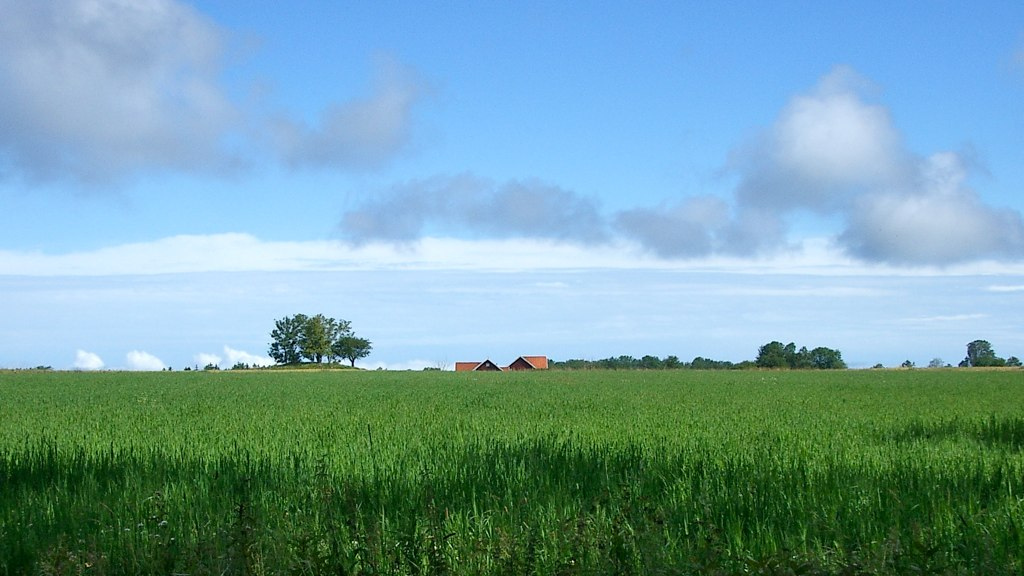
Terrain cultivée à Medelplana, sur les terrains plats près du sommet.

## Histoire
Kinnekulle est occupée par des populations humaines depuis des milliers d'années. De nombreux vestiges en témoignent, dont en particulier les gravures rupestres de Flyhov, réalisées sur le grès de Kinnekulle et datée de l'âge du bronze, qui constituent le plus grand ensemble du Västergötland avec 450 figures.

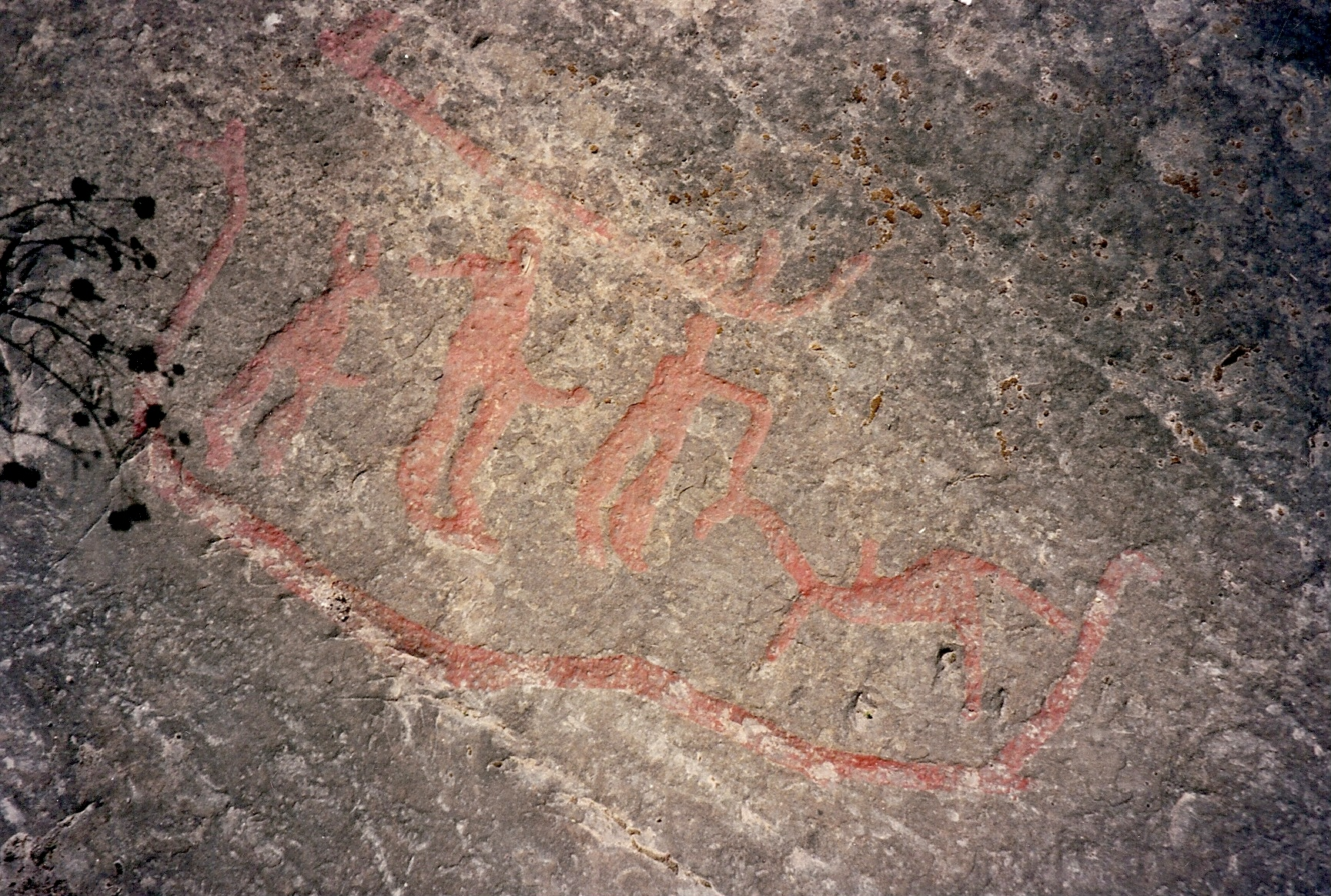
Gravures rupestres de Blomberg, sur la colline.
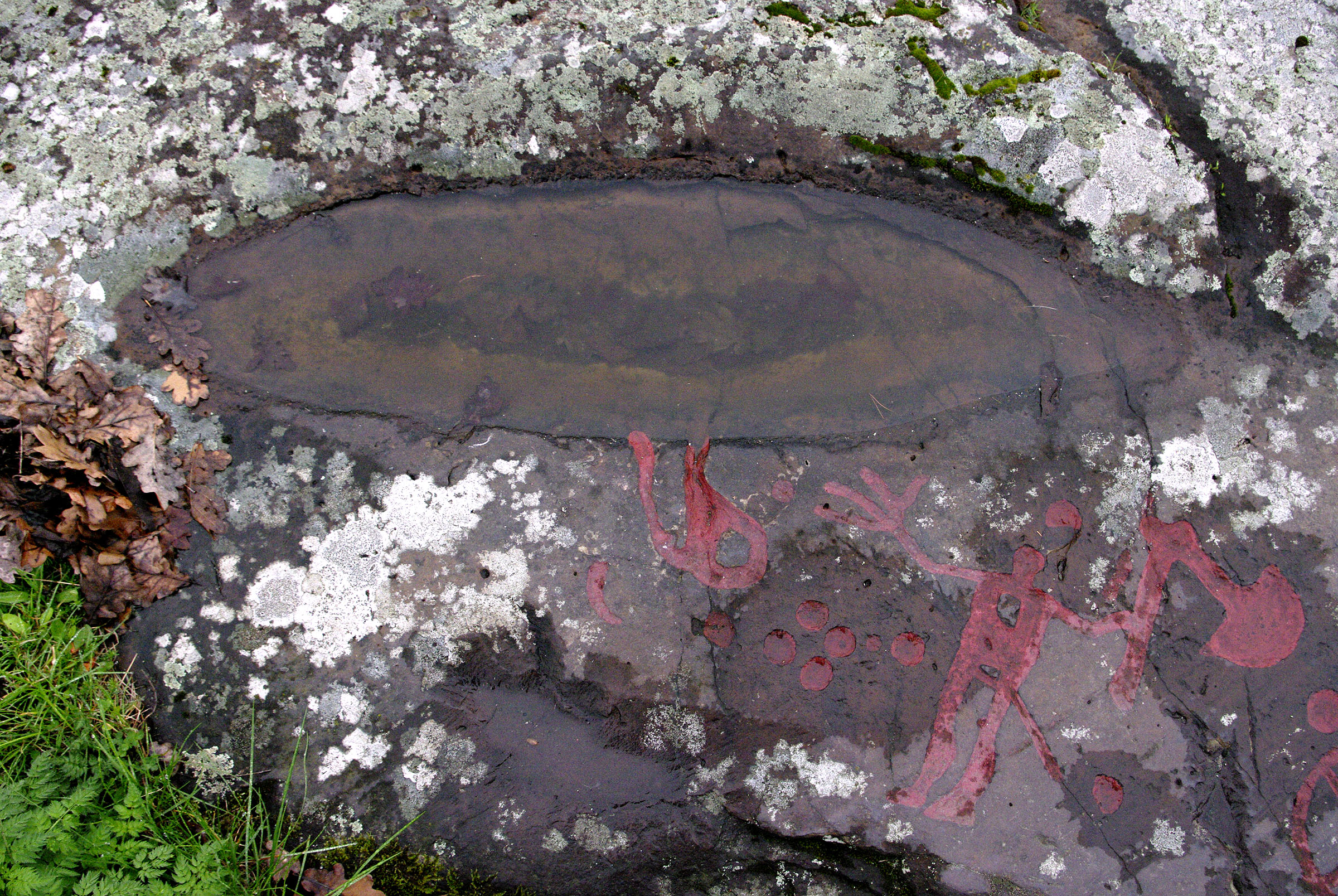
Yxguden (le dieu de la hache) parmi les gravures rupestres de Flyhov.

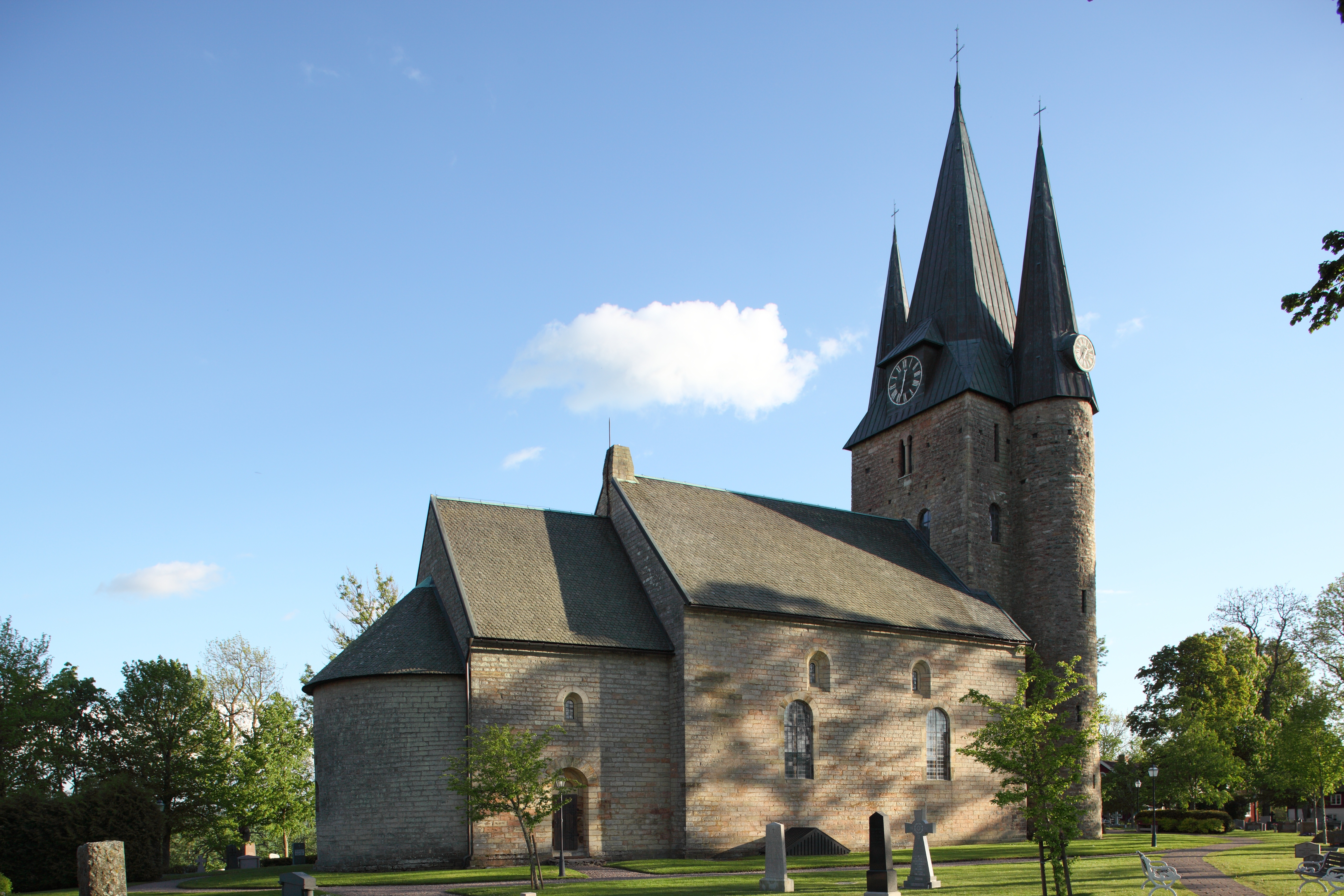
L'église d'Husaby.

À partir de l'âge du fer, les villages commencent à se développer, avec en particulier Österplana, Västerplana et Medelplana sur la colline-même, et plusieurs autres à proximité immédiate. Le nom plana commun à ces villages est un raccourci pour Uplandum qui signifie les terres en haut. La christianisation a lieu relativement tôt dans la région par rapport au reste du pays, et d'après la légende, Olof Skötkonung, premier roi chrétien de Suède, aurait été baptisé à Husaby au début du XIe siècle. L'église d'Husaby est d'ailleurs l'un des plus anciens bâtiments de Suède et a peut-être été la première cathédrale du pays.
Les terrains calcaires qui dominent la colline ne sont pas idéaux pour la culture, retenant mal l'humidité et ainsi, une grande partie de la colline était utilisée pour la pâture du bétail, en particulier les alvars, mais aussi une grande partie des terrains sur grès. Les villages relativement pauvres de la colline contrastent avec les grands manoirs sur le versant ouest, construits par d'importants propriétaires de terres agricoles. Le paysage agricole ne subit que peu de changements jusqu'au XIXe siècle, mais est fortement affecté, comme ailleurs en Suède, par la réforme de Laga skiftet. Cette réforme du remembrement conduit en particulier à une explosion des villages, chaque ferme s'installant au plus près de ses terres, et le nombre de prairies diminue aussi au profit des cultures. Au XXe siècle, des forêts de conifères sont plantées pour développer la sylviculture.
L'exploitation de la roche de Kinnekulle remonte au moins au XIIe siècle, en particulier pour la construction des églises autour de la colline. Après une pause de près de deux siècles, l'exploitation reprend au XVIe siècle avec par exemple la construction de la cathédrale de Mariestad, et ceci constituait une source de revenu complémentaire pour les agriculteurs de la colline. Le calcaire était aussi transformé en chaux dans des fours à chaux, la chaux permettant d'améliorer les sols dans les plaines. Mais c'est surtout à la fin du XIXe siècle qu'une véritable industrie de la pierre (en particulier calcaire et grès) se développe pour faire face à l'importante demande nationale. Même les schistes d'alun sont exploités, à la fois pour la production d'alun et pour l'extraction de pétrole de schiste bitumineux en particulier pendant la Seconde Guerre mondiale où des milliers de tonnes de pétrole sont produites à l'usine de Kinne-Kleva.

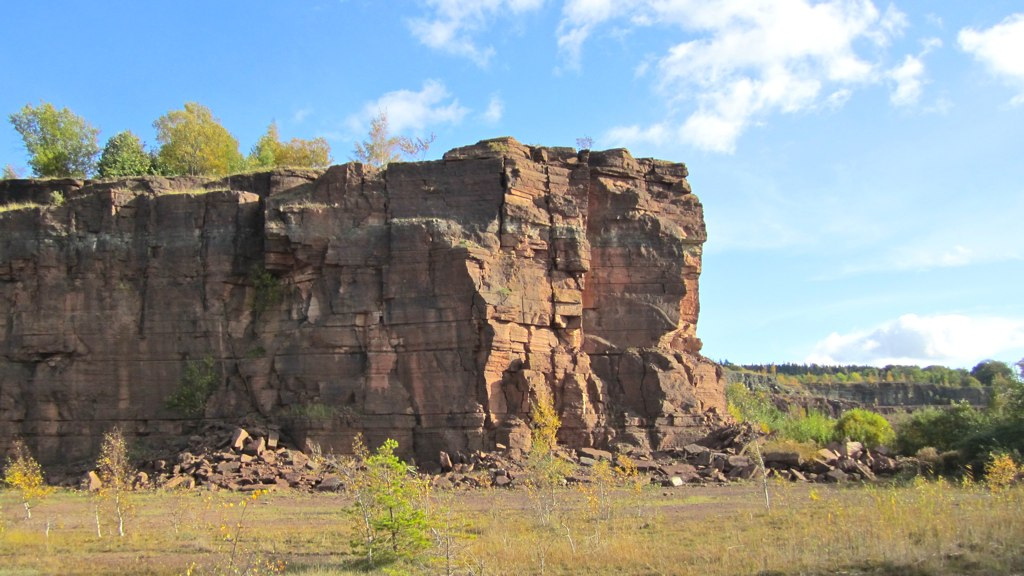
Carrière à Kinnekulle.
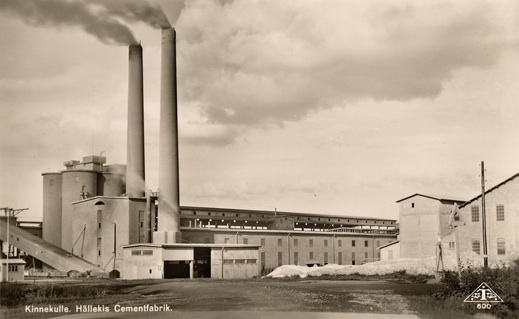
L'usine de production de ciment à Hällekis.
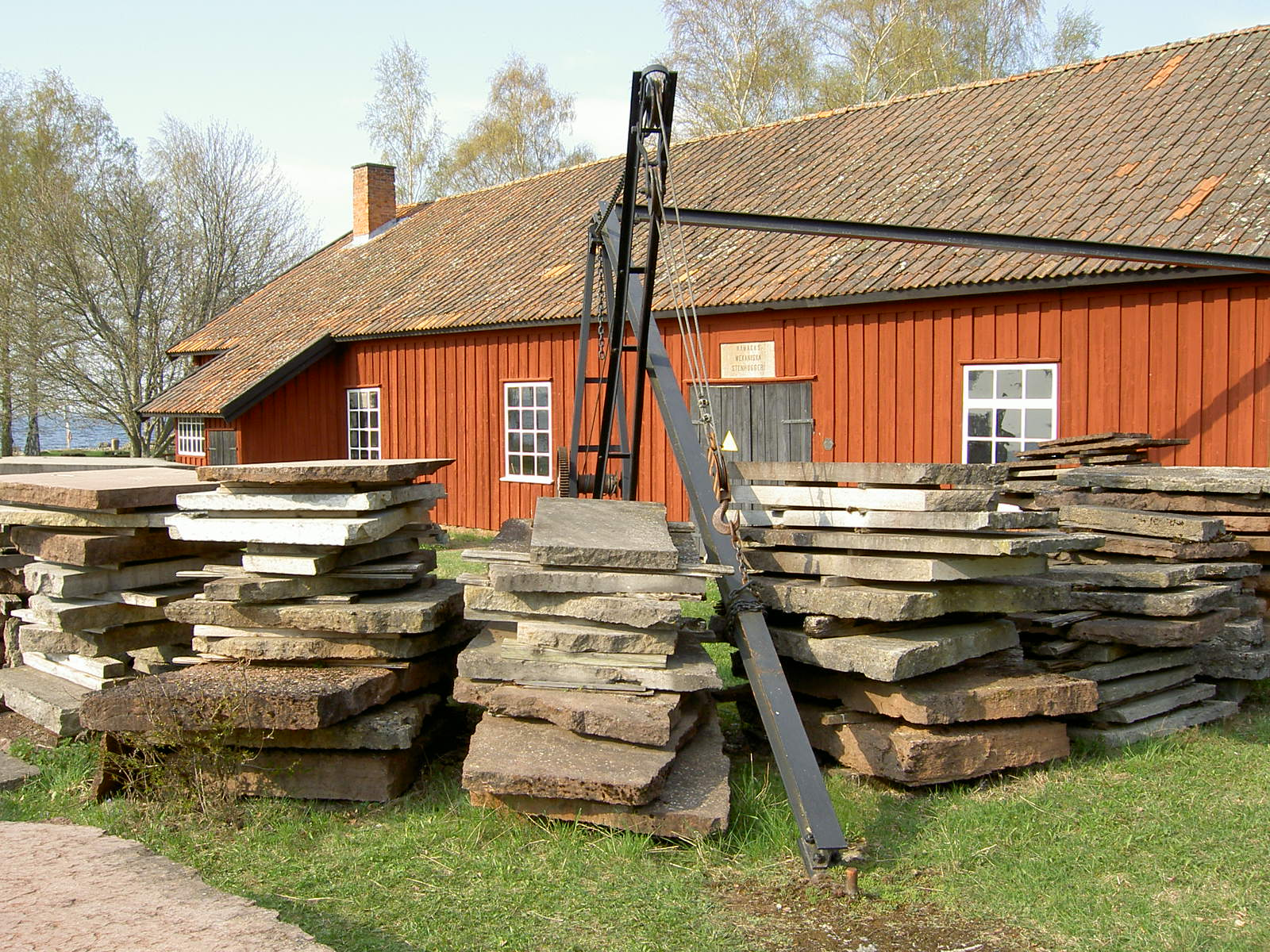
Ancienne usine mécanique de découpe de pierre à Råbäck.

La carrière de Thorsberg est toujours en activité. L'usine de Råbäck (Råbäcks Mekaniska Stenhuggeri) est reconvertie en musée, avec des machines toujours en état de fonctionnement. En outre, de nombreuses carrières sont toujours clairement visibles dans le paysage, en particulier près de Munkängarna où la pierre fut exploitée pour la production de ciment entre 1892 et 1979.

## Activités

### Économie

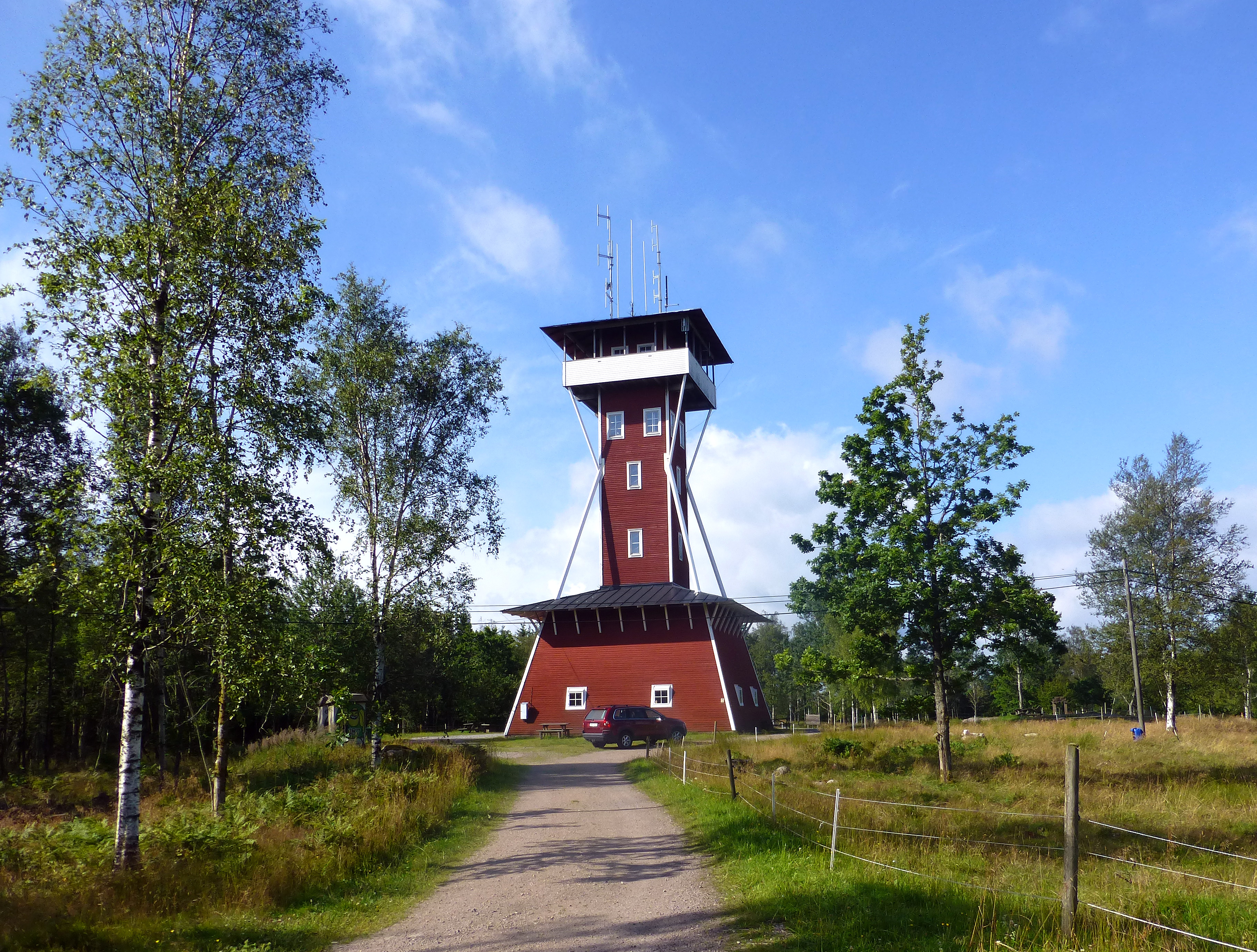
Tour d'observation au sommet de la colline.

Aujourd'hui encore, l'agriculture est pratiquée sur la colline et une grande partie des terrains est utilisée pour la pâture. En outre, la carrière de Thorsberg est toujours active.
Mais à ces activités traditionnelles se sont rajoutées des nouvelles, en particulier le tourisme. On peut considérer que le tourisme a une origine ancienne, avec les expéditions des scientifiques attirés par cette colline unique à l'échelle suédoise Suède, dont Carl von Linné au XVIIIe siècle. Ce flux augmenta dès le XIXe siècle avec les mouvances romantiques en particulier après la construction du chemin de fer entre Lidköping et Mariestad (Kinnekullebanan) en 1890. Aujourd'hui plus que jamais, la nature riche et variée et le patrimoine historique de la colline attirent des millers de visiteurs. Une tour d'observation de 19 m, qui remonte à 1892, permet d'offrir au sommet de la colline une vue sur une grande partie de la région, en particulier le lac Vänern. Un circuit automobile (Kinnekulle Ring) de 2 072 m est situé sur la base de la colline.

### Protection environnementale
Entre 2002 et 2007, un projet de restauration appelé Platåberget Kinnekulle – restaurering och bevarande (colline-plateau de Kinnekulle, restauration et conservation) est mené. Ce projet est financé à moitié par l'instrument financier pour l'environnement (LIFE) de l'union européenne et le reste principalement des organisations nationales et locales, et consiste en la restauration de certains milieux naturels ou semi-naturels, dont en particulier les alvars, et la création de zones naturelles protégées (telles que des réserves naturelles). La quasi-totalité de la colline est donc protégée par l'aire de protection de la nature de Kinnekulle (Kinnekulle naturvårdsområde, 5 510 ha, incluse dans réseau Natura 2000), au sein duquel certaines zones ont une protection supplémentaires grâce à 18 réserves naturelles, dont celle d'Österplana hed och vall est la plus étendue avec 611 ha.
Kinnekulle est aussi inclus dans la réserve de biosphère Archipel du lac Vänern et Kinnekulle depuis 2010.